# انریکو زانونی
انریکو زانونی (انگلیسی: Enrico Zanoni؛ زادهٔ ۲۳ اوت ۱۹۹۹) بازیکن فوتبال است.
از باشگاه‌هایی که در آن بازی کرده‌است می‌توان به باشگاه فوتبال مودنا اشاره کرد.